# 아라타니 히로키
아라타니 히로키(일본어: 荒谷 弘樹, 1975년 8월 6일 ~ )는 일본의 전 축구 선수이다.

## 구단 경력
과거 우라와 레즈, 가와사키 프론탈레, 오미야 아르디자, 콘사돌레 삿포로, 방포레 고후에서 활동하였다.